# La casa del guardaboschi
La casa del guardaboschi (titolo originale: Forsthaus Falkenau) è una serie televisiva tedesca, ideata da Barbara Piazza e prodotta dalla Neue deutsche Filmgesellschaft (ndF) per la ZDF/ORF dal 1989 al 2013.

Della serie sono state girate 23 stagioni al termine della quale la serie è stata chiusa, per un totale di 309 episodi.
Protagonista delle prime diciassette stagioni è l'attore Christian Wolff; protagonista delle stagioni successive è invece Hardy Krüger jr..

Tra gli altri attori protagonisti, figurano poi nel corso delle varie stagioni: Katharina Köhntopp, Michael Wolf, Gisa Zach, Nicole Schmid, Bruni Löbel, Gisela Uhlen, Nora von Collande, Hans Stadlbauer, Teresa Klamert, ecc..
In Germania, la prima puntata della serie andò in onda l'11 aprile 1989 sull'emittente televisiva ZDF. In Italia, la serie è stata trasmessa per la prima volta nel 1991 su Rai 2, rete che ha mandato in onda i primi 145 episodi, replicati dal 1995 da Raiuno, che dal 5 giugno 2010 ha iniziato a trasmettere gli episodi inediti dalla diciottesima stagione in poi. Durante l'estate 2013 vengono trasmessi gli episodi inediti della ventesima, ventunesima e dal 3 agosto quelli della ventiduesima stagione, fino al decimo episodio.

## Descrizione
La serie è ambientata nella cittadina immaginaria di Küblach, localizzata nella foresta bavarese (Bayerischer Wald) nel Circondario di Freyung-Grafenau.
Protagonista delle prime diciassette stagioni è Martin Rombach (interpretato da Christian Wolff), un guardaboschi, che, dopo la morte della moglie, vive con i suoi tre figli Andrea (Katharina Köhntopp), Markus (Michael Wolf), entrambi adolescenti all'inizio della serie, e Rica (Nicole Schmid), di otto anni, e insieme alla suocera Herta Gutenberg Stolze (Bruni Löbel), che in seguito diventerà la moglie dell'ex-guardaboschi, nonché fidato consigliere di Martin, Vinzenz Bieler (Walter Buschhoff).

Nel suo incarico di guardaboschi, Martin è impegnato a battersi contro coloro che tentano di danneggiare la foresta circostante.
Nel corso delle vicende, Martin si risposa due volte, segnatamente con la Dott. Angelika Grassmann (Anja Kruse), veterinaria, in seguito deceduta, e con la Dott.ssa Susanna Mangold (Nora von Collande) e deve affrontare, tra l'altro, la tragedia della morte della figlia Andrea, perita in un incendio.

Infine, Martin lascia Küblach per trasferirsi in Sudafrica, dove ha ereditato una fattoria.
Dopo la partenza di Martin Rombach, il nuovo guardaboschi (dalla diciottesima stagione della serie in poi) è Stefan Leitner (Hardy Krüger jr.), nativo di Küblach, ma che per vent'anni ha lavorato come ranger in Canada, e tornato nel luogo natio assieme alla figlia quindicenne Jenny (Teresa Klamert) dopo la morte della moglie.

## Episodi
| Stagione                  | Puntate       | Prima TV Germania | Prima TV Italia |
| ------------------------- | ------------- | ----------------- | --------------- |
| Prima stagione            | 14            | 1989              |                 |
| Seconda stagione          | 13            | 1991              |                 |
| Terza stagione            | 13+1 speciale | 1991-1992         |                 |
| Quarta stagione           | 13            | 1993              |                 |
| Quinta stagione           | 13            | 1994              |                 |
| Sesta stagione            | 13            | 1995              |                 |
| Settima stagione          | 13+1 speciale | 1995-1997         |                 |
| Ottava stagione           | 13            | 1997              |                 |
| Nona stagione             | 13            | 1999              |                 |
| Decima stagione           | 13+1 speciale | 1999-2000         |                 |
| Undicesima stagione       | 13            | 2002              |                 |
| Dodicesima stagione       | 13            | 2002              |                 |
| Tredicesima stagione      | 13            | 2003              |                 |
| Quattordicesima stagione  | 13            | 2003-2004         |                 |
| Quindicesima stagione     | 12            | 2004-2005         |                 |
| Sedicesima stagione       | 12            | 2005              |                 |
| Diciassettesima stagione  | 13            | 2006              |                 |
| Diciottesima stagione     | 15            | 2007              |                 |
| Diciannovesima stagione   | 16            | 2008              | 2011-2012       |
| Ventesima stagione        | 16            | 2009              | 2012-2013       |
| Ventunesima stagione      | 14            | 2010              | 2013            |
| Ventiduesima stagione     | 15            | 2011-2012         | 2013            |
| Ventitreesima stagione    | 13            | 2012              | inedita         |
| Ventiquattresima stagione | 13            | 2013              | inedita         |